# SKEME
SKEME — криптографический протокол распространения ключей, созданный в 1996 году Хьюго Кравчиком(англ. Hugo Krawczyk). Он позволяет двум сторонам получить общий секретный ключ, используя незащищённый канал связи.
Протокол SKEME послужил основой для протокола IKE , определённого в RFC 2409.

## Основные свойства протокола
- аутентификация собеседников — уверенность в том, кто является собеседником [2];
- perfect forward secrecy (PFS) — потеря секретных ключей не ведёт к компрометации прошлой переписки [3];
- возможность отречения — третье лицо не сможет доказать, что сообщения написаны кем-либо другому адресату [4];
- strong secrecy — злоумышленник не может детектировать изменение секретного ключа [5];
- гибкость — четыре возможных режима работы позволяют достичь компромисса между производительностью и безопасностью [6].

## Режимы и этапы

### Обозначения
Для описания протокола используются следующие обозначения:
- {\displaystyle PKE_{A}(arg)} — шифрование сообщения {\displaystyle arg} с открытым ключом, принадлежащим стороне A;
- {\displaystyle H(arg)} — вычисление криптографической хеш-функции с аргументом {\displaystyle arg};
- {\displaystyle F_{K}} — псевдослучайная функция с ключом {\displaystyle K}, результат вычисления которой нельзя предсказать без знания ключа;
- {\displaystyle id_{A},id_{B}} — идентификаторы сторон A и B соответственно;
- {\displaystyle g,p} — генератор и модуль соответственно, используемые в протоколе Диффи — Хеллмана.

### Базовый режим

#### Первый этап
Во время первого этапа стороны A и B получают эфемерный ключ {\displaystyle K_{0}}, зная открытые ключи друг друга . Для этого они обмениваются «половинками ключа», зашифрованными открытыми ключами друг друга, а затем комбинируют «половинки» при помощи хеш-функции.
Значения {\displaystyle K_{A}} и {\displaystyle K_{B}} должны быть выбраны случайным образом. Если сторона A следует протоколу, то она может быть уверена в том, что эфемерный ключ {\displaystyle K_{0}} неизвестен никому, кроме B. Аналогично, сторона B может быть уверена в том, что эфемерный ключ не знает никто, кроме A.

#### Второй этап
На втором этапе стороны используют протокол Диффи — Хеллмана. Сторона А выбирает случайное число {\displaystyle x} и вычисляет значение {\displaystyle g^{x}{\bmod {p}}}. Сторона B выбирает случайное число {\displaystyle y} и вычисляет значение {\displaystyle g^{y}{\bmod {p}}}. После этого, стороны обмениваются вычисленными значениями.

#### Третий этап
На третьем этапе происходит аутентификация {\displaystyle g^{x}} и {\displaystyle g^{y}}, переданных во время второго этапа, с использованием эфемерного ключа {\displaystyle K_{0}}, полученного на первом этапе.
Включение {\displaystyle g^{x}} в первое сообщение позволяет стороне B убедиться в том, что значение {\displaystyle g^{x}} на втором этапе было действительно передано стороной A. Значение {\displaystyle g^{y}} в этом же сообщении позволяет B защититься от атаки повторного воспроизведения.

#### Генерация сессионного ключа
Результатом выполнения протокола является сессионный ключ, вычисляемый как {\displaystyle SK=H(g^{xy}{\bmod {p}})}.

### SKEME без PFS
Режим SKEME без PFS предоставляет возможность обмена ключами без вычислительных затрат, необходимых для обеспечения PFS . Для этого на втором этапе вместо значений {\displaystyle g^{x}} и {\displaystyle g^{y}}, стороны посылают друг другу случайные числа {\displaystyle nonce_{A}} и {\displaystyle nonce_{B}}.
Третий этап тоже модифицируется. Аргументы функции {\displaystyle F_{K_{0}}} меняются с {\displaystyle g^{x}} и {\displaystyle g^{y}} на {\displaystyle nonce_{A}} и {\displaystyle nonce_{B}} соответственно.
Данная модификация второго и третьего этапа позволяет сторонам убедиться в том, что ключ {\displaystyle K_{0}}, полученный на первом этапе, известен обеим сторонам. .
Результатом выполнения протокола в данном режиме является сессионный ключ, вычисляемый как {\displaystyle SK=F_{K_{0}}(arg)}, где {\displaystyle arg=F_{K_{0}}(nonce_{B},nonce_{A},id_{A},id_{B})} .

### Pre-shared key и PFS
В данном режиме предполагается, что сторонам уже известен секретный ключ (например, ключ задан вручную), и они используют этот ключ для того, чтобы получить новый сессионный ключ . В этом режиме первый этап можно пропустить и использовать секретный ключ вместо {\displaystyle K_{0}}. В этом режиме обеспечивается perfect forward secrecy .
Сессионный ключ в данном режиме вычисляется так же, как в базовом .

### Fast Re-Key
Fast Re-Key — самый быстрый режим протокола SKEME . 
Этот режим позволяет часто обновлять ключ без вычислительных затрат на асимметричное шифрование и на использование протокола Диффи — Хеллмана .
В этом режиме предполагается, что ключ {\displaystyle K_{0}} известен сторонам с предыдущего раунда протокола. Первый этап пропускается, а второй и третий этап, а также вычисление сессионного ключа выполняются так же, как в режиме SKEME без PFS .